# پسرها در شن
پسرها در شن (انگلیسی: Boys in the Sand) یک فیلم در سبک پورنو و داستانی است که در سال ۱۹۷۱ منتشر شد. از بازیگران آن می‌توان به کیسی دونوان اشاره کرد.